# Scrophularia incisa
Scrophularia incisa là một loài thực vật có hoa trong họ Huyền sâm. Loài này được Weinm. miêu tả khoa học đầu tiên năm 1810.